# Strategic Command
Strategic Command ist eine Serie klassischer rundenbasierter Computer-Strategiespiele.

## Beschreibung
Der erste Teil Strategic Command: European Theater ist im Jahre 2003 erschienen und stellt nur moderate Anforderungen an die Hardware. Es ist bereits auf einem Pentium II mit 64 MB RAM spielbar. Dafür verzichtet der Titel auf jegliche anspruchsvolle grafische Umsetzung. Es wird auf einer sehr einfachen Europakarte gespielt, auf der bei Bedarf klassische Hexagonfelder zugeschaltet werden können. Truppen, Marineeinheiten, Luftgeschwader, Städte, Häfen, Minen und Ölförderstätten sind als einfache Symbole dargestellt. Die Symbole sind mit Widerstandsgraden versehen, die bei einem Angriff sinken können und gegen Bezahlung wiederherzustellen sind. Hintergrund des Spieles ist der Zweite Weltkrieg. Es erinnert an frühe SSI-Titel wie Panzer General oder Clash of Steel. Durch Forschung kann man im Spielverlauf immer modernere Einheiten erwerben.
Das Spiel hat eine stabile Fangemeinde, wurde jedoch recht unterschiedlich aufgenommen. In mehreren Spielezeitschriften gab es positive Rezensionen. Es kann gegen den Computer oder gegen einen Mitspieler zeitversetzt per E-Mail, über Netzwerk oder über das Internet gespielt werden. Bei letzterer Methode gibt es keinen Gameserver, sondern es wird direkt per Austausch der IP-Adresse gespielt.
Seit 2006 ist der Nachfolger Strategic Command 2: Blitzkrieg auf dem Markt. Das Spiel stellt eine Weiterentwicklung des ersten Teils dar und es wurden im Wesentlichen die alten Features verfeinert und verbessert. Beispielsweise wurde der Diplomatie-Modus erweitert und die Möglichkeiten zur Forschung wurden verfeinert. Auch dieses Spiel besitzt geringe Hardware-Anforderungen.
Seit Oktober 2007 gibt es die englische Erweiterung Weapons and Warfare zu, die neue Einheiten (z. B. Sturzkampfbomber, die besonders effektiv gegen Bodeneinheiten sind, oder Fallschirmjäger, mit denen man bestimmte Distanzen fliegend überwinden kann, um so überraschend unbewachte gegnerische Städte im Hinterland besetzen zu können oder um eine geschlossene Frontlinie zu überwinden) und eine größere Karte mit sich bringt. Des Weiteren gibt es Straßennetze und Eisenbahnverbindungen, die das logistische Konzept des Spiels beeinflussen.
Mit einem enthaltenen Editor kann das Spiel modifiziert werden. Der Patch 1.08 der englischen Version hat eine Fan-Modifizierung eingebaut.

## Veröffentlichte Titel
- Strategic Command: European Theater (2002)
- Strategic Command 2: Blitzkrieg (2006)
  - Strategic Command 2: Weapons and Warfare (Add-on, 2007)
  - Strategic Command 2: Patton Drives East (Add-on, 2008)
- Strategic Command: WWII Pacific Theater (2008)
- Strategic Command: WWII Global Conflict (2010)
  - Strategic Command: WWII Global Conflict – Gold (2011)
- Classic Strategic Command: World War I (2011)
- Strategic Command: WWII – War in Europe (2016)
  - Strategic Command: WWII - Community Pack (Add-on, 2017)
- Strategic Command: WWII - World at War (2018)
- Classic Strategic Command: World War II (beinhaltet die Gold-Version von Strategic Command 2: Blitzkrieg samt Add-ons und Strategic Command: WWII Pacific Theater, 2018)
- Classic Strategic Command: World War II - Global Conflict (beinhaltet die Gold-Version des Originals sowie die beiden DLCs Assault on Communism und Assault on Democracy, 2018)
- Strategic Command: World War I (2019)
- Strategic Command: American Civil War (2022)
- Strategic Command: Complete (4er-Pack aus Strategic Command: World War I, Strategic Command: WWII - World at War und Strategic Command: WWII – War in Europe und Strategic Command: American Civil War, 2022)